# Publons

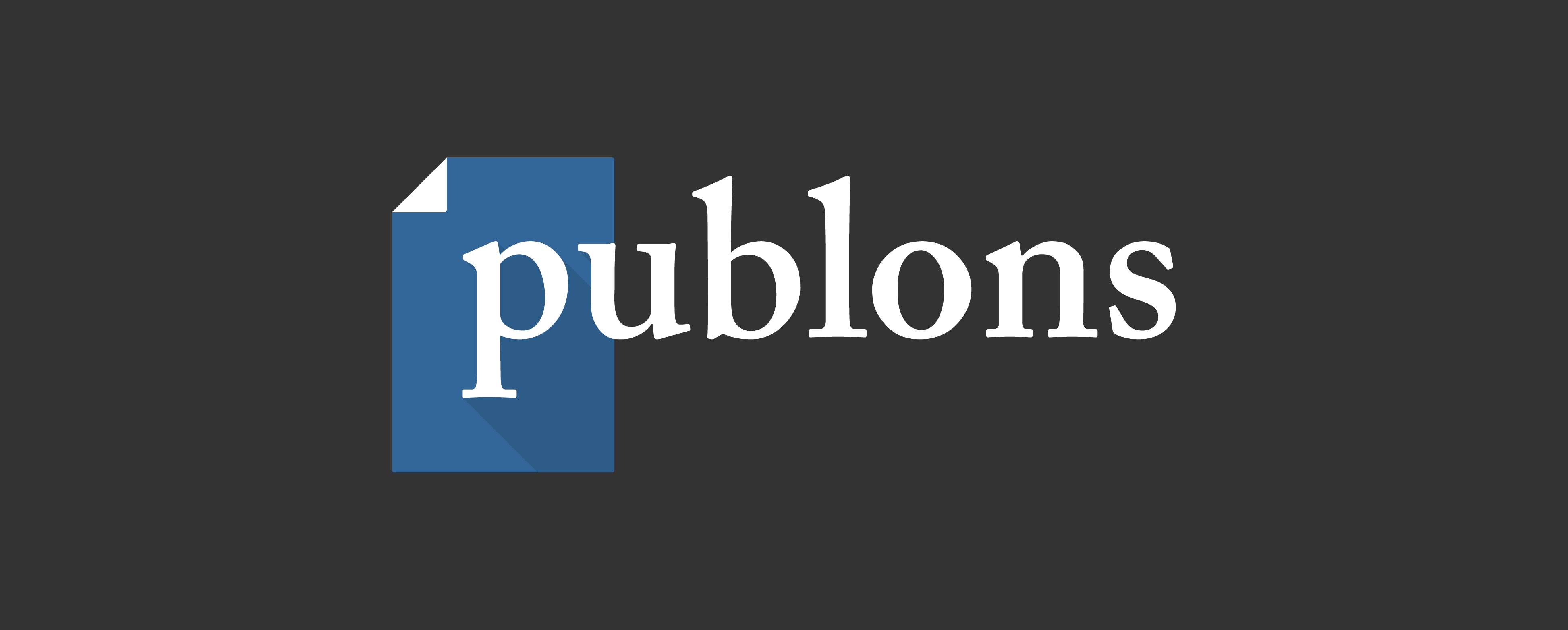

Publons — це вебсайт та безкоштовна служба для вчених для відстеження, перевірки та демонстрації своїх публікацій через Scholarly peer review та редакційних матеріалів для академічних журналів. Вона була запущена в 2012 році, а до 2017 року до цього сайту приєдналося більше 200 000 дослідників, що додало більше одного мільйона відгуків у 25 000 журналів.
Publons видає підтверджену рецензію на огляд та редакційну діяльність журналів. Це продемонстровано на онлайнових профілях рецензентів, і його можна завантажити для включення в резюме, фінансування та робочих програм, а також просування по службі та оцінки ефективності.
Publons дозволяє вирішити проблеми:
● Мотивування рецензентів
● Інструменти для редакторів
Publons має партнерські відносини з великими видавцями, серед яких Springer Nature, Taylor and Francis, Oxford University Press,  BMJ,  SAGE ,  Wiley і більше [Архівовано 8 листопада 2018 у Wayback Machine.] та пов'язаних служб, таких як Altmetric та ORCID.

## Інтернет-ресурси
- Publons home page [Архівовано 21 серпня 2016 у Wayback Machine.]
- Поиск по автору и профиль исследователя в Publons [Архівовано 23 січня 2022 у Wayback Machine.]
- Web of Science [Архівовано 19 лютого 2021 у Wayback Machine.]